# Journal of Economic Education
The Journal of Economic Education (JEE) ist eine wirtschaftswissenschaftliche Fachzeitschrift, die vom Verlag Taylor & Francis quartalsweise herausgegeben wird. Der Schwerpunkt der Zeitschrift liegt auf der Publikation von Artikeln zur Didaktik in der ökonomischen Ausbildung und unterliegt dem Peer-Review-Verfahren.
Die Gründungsausgabe erschien im Herbst 1969. Die Urheber- und Veröffentlichungsverantwortlichen der JEE wurde 1981 an die gemeinnützigen Heldref Publications übertragen. 1983 wurde Donald Paden (University of Illinois) Herausgeber, ihm folgten 1986 Kalman Goldberg (Bradley University), 1989 William Becker (Indiana University) und 2009 William Walstad (University of Nebraska in Lincoln). Heldref verkaufte die JEE schließlich an die Taylor & Francis Group.